# Richard von Bienerth-Schmerling
Pour les articles homonymes, voir Schmerling.
Richard Freiherr Graf von Bienerth-Schmerling (né le 2 mars 1863 à Vérone (Verona) et mort le 3 juin 1918 à Vienne), est une personnalité politique autrichienne qui est de la même famille qu'Anton von Schmerling. 

## Biographie
Richard von Bienerth-Schmerling est ministre-président d'Autriche du 15 novembre 1908 au 28 juin 1911.